# Jacek Junosza Kisielewski
Jacek Marek Junosza Kisielewski (Poznań, 1952) é um diplomata e biólogo polaco, Embaixador da República da Polónia em Portugal (2016–2020) e no Brasil (2007–2013).

## Condecorações
- Medal „Pro Memoria”, 2010
- Cidadão Honorário do São Paulo[1]
- Grã-Cruz da Ordem Nacional do Cruzeiro do Sul, 2013[2]
- Grã-Cruz da Ordem do Mérito (13 de agosto de 2020)[3]